# Zulassungsnummer (Lebensmittel)
Die Zulassungsnummer ist auf der Verpackung eines Lebensmittels anzubringen, wenn der Lebensmittelbetrieb für Produkte tierischer Herkunft und die Art ihrer Vermarktung eine Zulassung braucht. Die Zulassungsnummer ist Teil des EU-weit gültigen Genusstauglichkeits- und Identitätskennzeichens. In der Schweiz wird die äquivalente Kontrollnummer Bewilligungsnummer genannt.
Die Zulassungsnummer (je nach Lebensmittel auch Milchnummer, Fleischnummer oder einfach nur Betriebsnummer genannt) besteht aus einer Zahlen- (Österreich) oder Zahlen-Buchstaben-Kombination (Deutschland), die jedem Betrieb zugeordnet ist, der mit tierischen Lebensmitteln wie z. B. Milch, Fleisch, Fisch und Eier oder tierischen Produkten (z. B. Tierfutter) handelt, sie verarbeitet transportiert oder umpackt (z. B. Molkereien, Schlachthöfe). Diese eindeutige Nummer ist auf jedem Milch-, Fleisch- und Fischprodukt zu finden und soll Konsumenten und Verbraucherschutzbehörden zur Herkunftsfeststellung dienen. Das Kennzeichen gibt Auskunft über den hygienisch Verantwortlichen, nicht aber über die Herkunft oder den Ursprung des Erzeugnisses, da nur der Standort/Betrieb des (letzten) Verarbeitungs- oder Verpackungsschrittes festgehalten ist.
Beispiel (Deutschland):

Genusstauglichkeits- und Identitätskennzeichen: DE BY 110 EG

Zulassungsnummer: BY 110

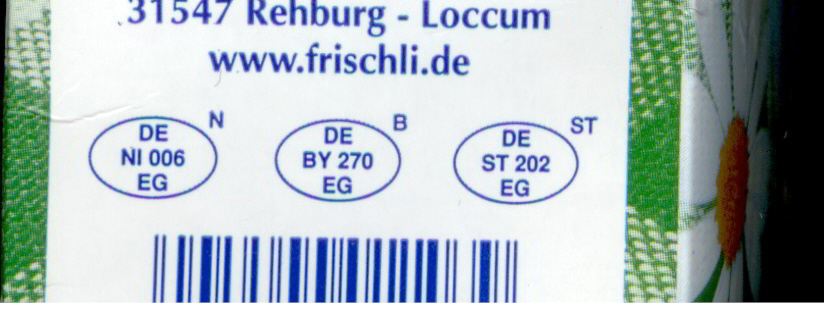
Genusstauglichkeitskennzeichen auf einer Milchpackung

Vor der Zulassungsnummer steht stets das Landeskürzel, z. B. DE (früher: D) für Deutschland oder AT (früher: A) für Österreich. Die abschließenden Zeichen sind stets die landestypische Abkürzung für die Europäische (Wirtschafts-)Gemeinschaft, z. B. EG (früher: EWG, bzw. in anderen EU-Sprachen: CE, EC, EB, EF, EK, EO, ES, EÜ, EY oder WE), weshalb die Veterinärnummer auch als EWG-Nummer bezeichnet wird.
Die Zulassungsnummer selbst besteht bei Molkereiprodukten aus einem Kürzel (Deutschland) oder einer Zahl (Österreich) für das Bundesland und einer Zahl für den jeweiligen Betrieb. So steht BY 110 für die Milchwerke Berchtesgadener Land Chiemgau e. G. in Piding. In Bayern gibt es zudem die Besonderheit, dass sich aufgrund der ersten Stelle der Betriebsnummer der Regierungsbezirk ermitteln lässt. Dabei entspricht die Systematik derjenigen, die auch bei den Kreiskennziffern verwendet wird (z. B. 4=Oberfranken).
Bei Fleischerzeugnissen wird statt des Bundeslandkürzels ein Kürzel für die Art des fleischverarbeitenden Betriebs angegeben, z. B. steht EV für Verarbeitungsbetrieb.
Anhand von Zulassungsnummern können auch diverse Eigenmarken von Discountern den jeweiligen Markenherstellern zugeordnet werden.
In Deutschland lässt sich über das Bundesamt für Verbraucherschutz und Lebensmittelsicherheit (BVL) anhand der Nummer über eine interaktive Betriebslisten-Datenbank der verarbeitende Betrieb ermitteln.
In Österreich veröffentlicht das Bundesministerium für Gesundheit, Familie und Jugend stets aktuelle Listen der zugelassenen Betriebe als [.pdf]-Datei.
In der Schweiz ermöglicht das Bundesamt für Lebensmittelsicherheit und Veterinärwesen (BLV) eine Abfrage der Bewilligungsnummern.

## Länderkürzel
| Kürzel ab 2003 | Kürzel bis 2002 | EU-Land 1              |
| -------------- | --------------- | ---------------------- |
| AT             | A               | Österreich             |
| BE             | B               | Belgien                |
| BG             |                 | Bulgarien              |
| CY             |                 | Zypern                 |
| CZ             |                 | Tschechische Republik  |
| DE             | D               | Deutschland            |
| DK             | DK              | Dänemark               |
| EE             |                 | Estland                |
| EL             | EL              | Griechenland           |
| ES             | E               | Spanien                |
| FI             | FIN             | Finnland               |
| FR             | F               | Frankreich             |
| HU             |                 | Ungarn                 |
| IR             | IRL             | Irland                 |
| IT             | I               | Italien                |
| LT             |                 | Litauen                |
| LU             | L               | Luxemburg              |
| LV             |                 | Lettland               |
| MT             |                 | Malta                  |
| NL             | NL              | Niederlande            |
| PL             |                 | Polen                  |
| PT             | P               | Portugal               |
| RO             |                 | Rumänien               |
| SE             | S               | Schweden               |
| SI             |                 | Slowenien              |
| SK             |                 | Slowakei               |
| UK             | UK              | Vereinigtes Königreich |

## Bundeslandkürzel (Molkereibetriebe)
| Deutschland            | Kürzel |
| ---------------------- | ------ |
| Brandenburg            | BB     |
| Berlin                 | BE     |
| Baden-Württemberg      | BW     |
| Bayern                 | BY     |
| Bremen 1               | HB     |
| Hessen                 | HE     |
| Hamburg                | HH     |
| Mecklenburg-Vorpommern | MV     |
| Niedersachsen          | NI     |
| Nordrhein-Westfalen    | NW     |
| Rheinland-Pfalz        | RP     |
| Schleswig-Holstein     | SH     |
| Saarland               | SL     |
| Sachsen                | SN     |
| Sachsen-Anhalt         | ST     |
| Thüringen              | TH     |

| Österreich       | Kürzel ab 2010 | Kürzel bis 2009 |
| ---------------- | -------------- | --------------- |
| Burgenland       | 1              | B               |
| Kärnten          | 2              | K               |
| Niederösterreich | 3              | N               |
| Oberösterreich   | 4              | O               |
| Salzburg         | 5              | S               |
| Steiermark       | 6              | ST              |
| Tirol            | 7              | T               |
| Vorarlberg       | 8              | V               |
| Wien             | 9              | W               |

## Betriebsartenkürzel (fleischverarbeitende Betriebe)
- EFx  Fischereierzeugnis- und Muschelbetriebe
- EHK  Hackfleisch- u. Zubereitungsbetriebe
- EK  Kühl- oder Gefrierhäuser
- EMR, EMV Fischereierzeugnis- und Muschelbetriebe
- EP  Eiproduktbetriebe
- ES  Schlachtbetriebe
- ESG  Geflügelschlachtbetriebe
- ESK, EZK  Hauskaninchenbetriebe
- EUZ  Umpackbetriebe
- EV Verarbeitungsbetriebe
- EVG, GV, G, GS  Gelatinebetriebe
- EW  Wildbearbeitungsbetriebe
- EZ  Zerlegungsbetriebe
- EZG  Geflügelfleischzerlegungsbetriebe

## Österreichisches Identitätskennzeichen
In Österreich müssen Schlacht-, Zerlege-, Verarbeitungsbetriebe und andere Unternehmen, die Lebensmittel tierischen Ursprungs herstellen und bearbeiten, ihre Zulassung beim Landeshauptmann beantragen. Im Zuge der EU-weiten Harmonisierung durch die EWG-Verordnung 853/2004 wurden vor dem 1. Januar 2006 zugelassene Veterinärkontrollnummern (runder Genusstauglichkeitsstempel) gegenstandslos und durch das neue, ovale Genusstauglichkeits- und Identitätskennzeichen abgelöst. Verpackungen mit alten Nummern durften noch bis 31. Dezember 2012 aufgebraucht werden.

## Schweizer Bewilligungsnummer
In der Schweiz müssen Betriebe, die Lebensmittel tierischer Herkunft herstellen, verarbeiten, behandeln, lagern oder vertreiben, eine Bewilligungsnummer haben (Art. 13 der Lebensmittel- und Gebrauchsgegenständeverordnung). Die Anforderungen dafür sind äquivalent zur Regelung in der Europäischen Union. Die Bewilligungsnummer besteht nur aus Ziffern, für Milchprodukte aus vier Ziffern. Verantwortlich für die Bewilligungsnummern ist das Bundesamt für Lebensmittelsicherheit und Veterinärwesen, vergeben werden sie von den kantonalen Vollzugsbehörden.
Das Identitätskennzeichen des Betriebs (äquivalent zum Genusstauglichkeitskennzeichen in der Europäischen Union) besteht aus den Buchstaben „CH“ und der Bewilligungsnummer in einer Ellipse.